# 합동교전능력
합동교전능력(CEC, Cooperative Engagement Capability)은 미국 해군이 개발중인 시스템이다. 서로 떨어진 함정, 항공기 및 지상 체계로부터 레이다 데이터를 모아 하나의 통합된 공중상황도를 만들어내는 실시간 센서망 체계다.

## 역사
미래에는, 항공모함에서 이륙한 F-35C 스텔스 전투기가 전방에 전개되어 레이다 탐지를 하면, E-2D 호크아이 개량형 조기경보기를 통해, 후방의 보잉 F/A-18E/F 슈퍼 호넷이 미사일을 발사할 수 있게 될 것이다.
한국군의 조기경보기, 이지스함, F-35 스텔스 전투기에 CEC 장비가 탑재되면, 한국이 탐지한 레이저 정보를 공유해서, 일본 해상자위대나 주일미군 구축함이 SM-3 미사일을 발사해서 북한의 핵미사일을 요격할 수 있다.
기존의 한미일 무기체계는 상호운용성이 있어서, 레이다 정보를 링크 16 등으로 공유할 수 있다. 그러나, 시차가 존재해서, 다른 무기체계의 레이다가 탐지한 정보에 직접 연동해서 미사일을 발사할 수는 업었다. CEC는 데이터 공유의 시차를 없애서, 다른 무기체계가 탑지한 레이다 정보로 바로 요격 미사일을 발사할 수 있게 되었다.

해군의 경우, 1조원이 넘는 이지스함이 초기에 공격을 당해 이지스 레이다가 고장나면, 백여발의 스탠더드 미사일을 일체 발사할 수 없다. 그러나 CEC 장비를 탑재했고, CEC 장비가 정상 작동한다면, 레이다가 살아있는 다른 구축함, 조기경보기 등이 포착한 정보를 실시간 전달받아서, 백여발의 스탠더드 미사일을 정상적으로 발사할 수 있다.

## 일본

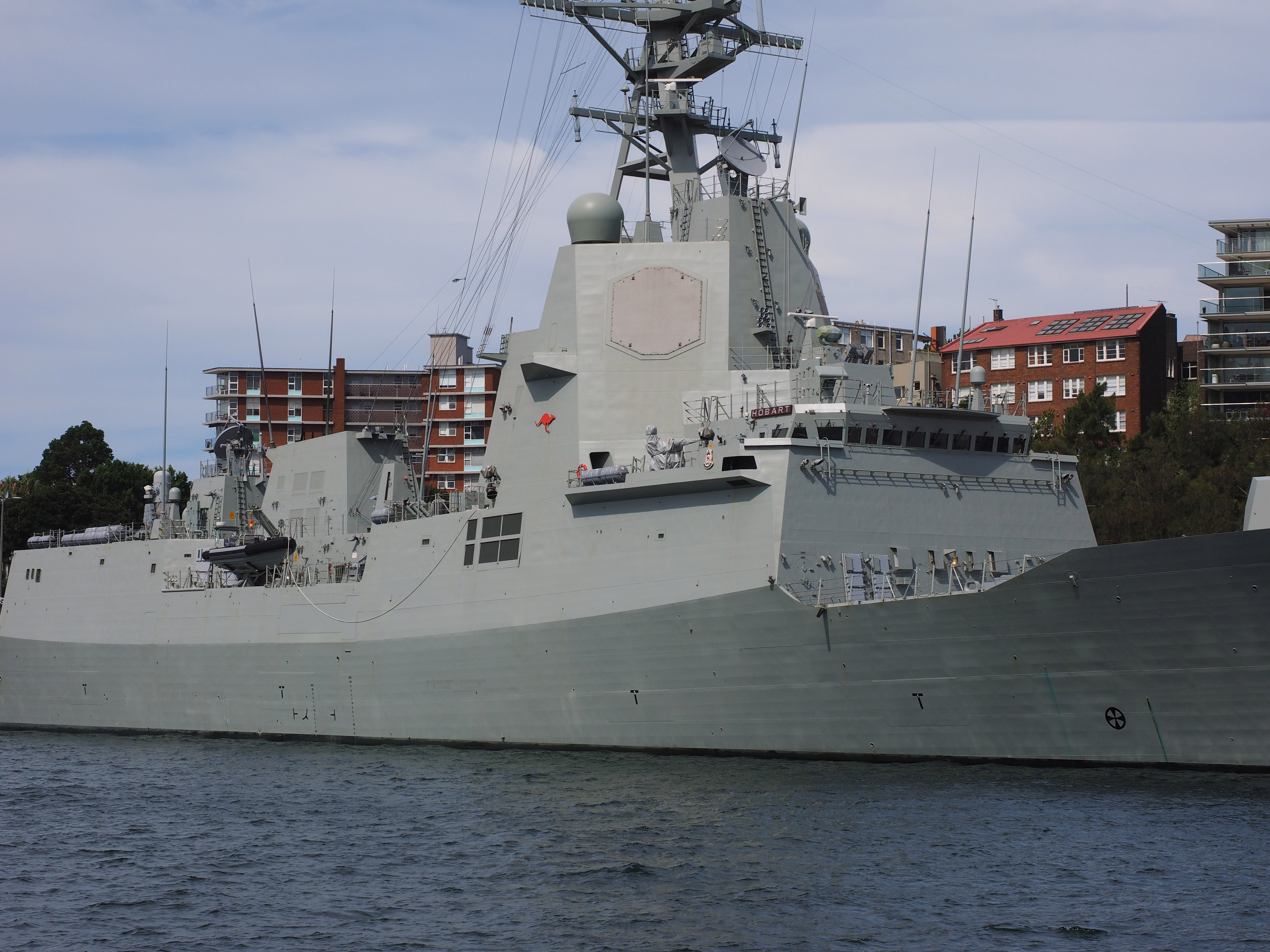
호주 해군의 7000톤급 호바트급 구축함

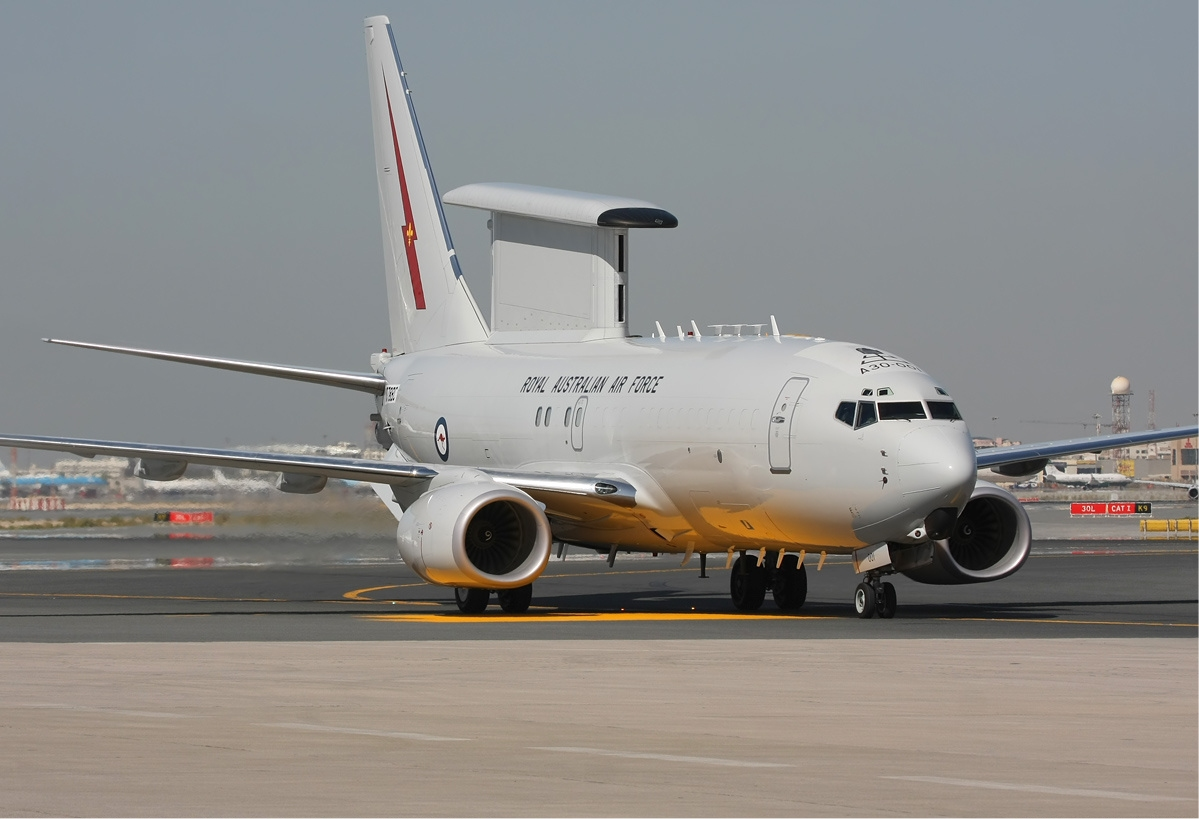
호주 공군의 E-7A 웨지테일 조기경보기

일본이 복수의 호위함 사이에 적의 위치정보 등을 실시간으로 공유하는 '공동교전능력'(CEC, en:Cooperative Engagement Capability) 시스템을 독자 개발할 것이다.
2022년도까지 개발해 호위함에 탑재하여 시범 운용할 계획이다. 현재도 레이저 정보공유가 되고는 있지만, 데이터 전송 속도가 느려서 시차가 발생하기 때문에, 다른 호위함을 공격하는 적의 대한 미사일을 다른 호위함이 요격할 수는 없다.
일본은 최신형 이지스함 2척에는 미국형 CEC 시스템을 탑재할 계획이다.
2019~2020년도에 건조를 끝내는 해상자위대 신형 이지스 미사일 구축함 2척에 자위대에선 처음으로 CEC를 장착할 예정이다. 항공자위대는 2019년도부터 본격 운용하는 E-2D 조기경보기 4기에 차례로 CEC를 추가 탑재한다. CEC를 실으면 E-2D가 탐지한 미사일 등 표적에 대해 원거리에 있는 아군 이지스함이 즉각 요격할 수 있다.
2019년도 이후 도입할 최대 13기의 E-2D 조기경보기에 이를 추가 탑재하는 방안도 검토 중이다. 미국형 CEC 시스템은 각각 갖추는데 수십억엔(수백억원)이 든다.

## 호주
2018년 11월 5일, 호주 해군과 미국 해군이 하와이 연안에서 사상 최초로 합동교전능력(CEC) 체계를 시험했다. 호주 해군의 첫 대공구축함 호바트함은 미국 유도미사일구축함 존핀함과 추적 및 사격통제 데이터를 공유했다. 이번 발사 시험에서 존핀함은 모의 탄도미사일 표적 격추를 위해 SM-3 블록-IIA 미사일 1발을 발사했다. 호주는 CEC를 E-7A 웨지테일 조기경보기 및 통합방공 및 미사일방어(IAMD) 사업에 통합시킬 계획이다. 호주는 미국을 제외한 국가 중 최초로 CEC를 구축한 국가가 되었다.
대한민국 공군도 E-7A 웨지테일을 조기경보기로 사용중이지만, CEC 장비는 탑재하지 않았다.

## 미국

### NIFC-CA
향후, CEC는 해군 통합 화재 제어 - 카운터 에어 (NIFC-CA) 기능의 핵심 기둥을 형성 할 것이다.
미국 해군이 미래에 AD/A2 전장에 침투하는 상황이 온다면, 미 해군은 다양한 항공기 자산을 발사할 것이다. F-35C는 스텔스를 사용하여 적의 영공으로 깊숙이 날아가고 센서를 사용하여 정보, 감시 및 정찰 (ISR) 데이터를 수집한다. 그라울러는 차세대 방해 전파 능력으로 적의 레이더 능력을 교란시킬 것이며, F-35C가 탐지한 표적 정보를 E-2D가 전달받아, 4세대 전투기인 슈퍼호넷이나, 5세대 전투기인 F-35C에게 전달해줄 수 있다. 4세대 전투기인 슈퍼 호넷도 150km~270km 탐지거리를 가진 F-35 시리즈의 AN/APG-81 레이더에 못지 않는 140km~250km 탐지거리의 AN/APG-79 레이더를 갖고 있기 때문에, 그라울러가 동반된 전장에서 보호받으며 침투하는게 가능하다.
이 시스템이 적용될 미래에는 방공구축함들에만 의존했던 기존까지의 해상 전투도 사뭇 달라진다. 군함에서 공중 표적을 식별할 세도 필요 없이, 조기경보기가 공중 표적을 탐지해서 실시간으로 교전 정보를 아(我)군함들에게 전달해줄 수 있으며, 군함에서 발사한 미사일 화기도 유도해줄 수 있다. 하늘에 떠 있는 조기경보기의 레이더가 군함의 눈을 대신하게 해준다면, 군함은 기존의 사각문제에서 해소된다. 지구는 둥글며, 레이더는 직선으로 나가는 까닭에 군함은 같은 군함을 탐지할 수 있는 최대 거리가 30km 안팎에 불과한 한계를 갖고 있었다. 그러나 최대고도 20km를 비행하는 고정익 항공기의 대함 탐지거리는 더 길어진다.
2016년 9월 12일 록히드는 별도의 지상국을 활용하여 F-35의 MADL (Multi-Function Advanced Data Link) 표적 데이터를 SM-6 발사를 위해 이지스 전투 시스템에 전달했었다.
미 해군은 이지스 베이스라인 9에 조금의 개량을 해서 NIFC-CA 능력을 사용할 수 있게 했고, 운용 테스트를 시작하는 단계에 있다.

## 같이 보기
- 30DX 호위함